# Бебрах
Бебрах (нім. Böbrach) — громада в Німеччині, розташована в землі Баварія. Підпорядковується адміністративному округу Нижня Баварія. Входить до складу району Реген.
Площа — 27,55 км2. Населення становить 1614 ос. (станом на 31 грудня 2020).